# Alenquer (Pará)
Alenquer, amtlich portugiesisch Município de Alenquer, ist eine Gemeinde im Norden des Bundesstaats Pará in Brasilien. Die Einwohnerzahl wurde zum 1. Juli 2021 auf 57.390 Bewohner geschätzt, die Alenquerenser genannt werden und auf einer großen Gemeindefläche von rund 23.645 km² leben.

## Geographie
Angrenzende Gemeinden sind Santarém, Monte Alegre, Óbidos, Curuá und Almeirim.
Das Biom ist Atlantischer Regenwald (Amazônia).

## Geschichte
Die Gemeinde erhielt durch das Lei Provincial nº 1.050 vom 10. Juni 1881 die Stadtrechte.

## Söhne und Töchter
- Benedicto Monteiro (1924–2008), Schriftsteller und Politiker